# Pygommatius gruwelli
Pygommatius gruwelli là một loài ruồi trong họ Asilidae. Pygommatius gruwelli được Scarbrough miêu tả năm 2007. Loài này phân bố ở vùng nhiệt đới châu Phi.